# Passiflora urubiciensis
Passiflora urubiciensis är en passionsblomsväxtart som beskrevs av Cervi. Passiflora urubiciensis ingår i släktet passionsblommor, och familjen passionsblomsväxter. Inga underarter finns listade i Catalogue of Life.